# William Paley

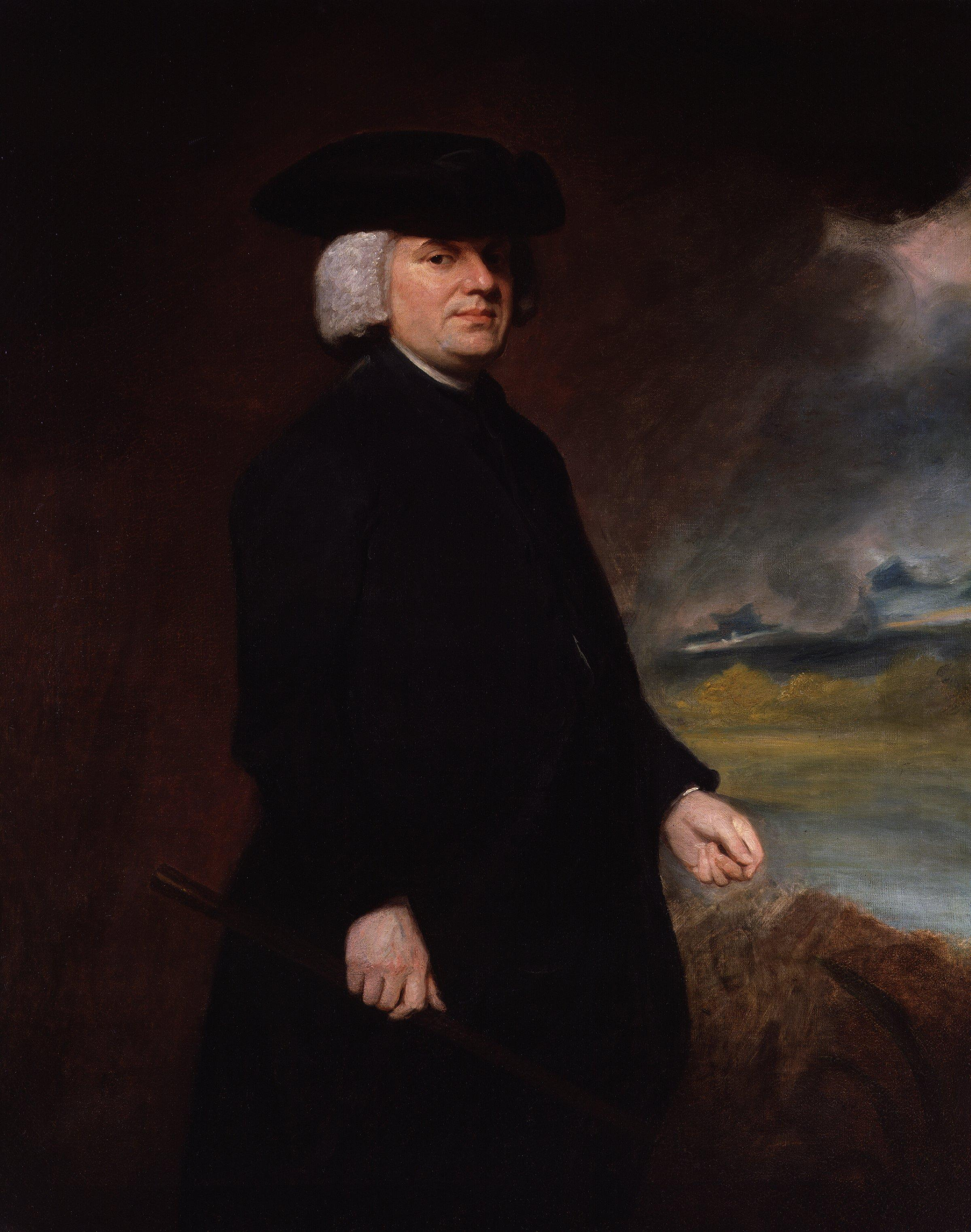
William Paley door George Romney

William Paley (Peterborough, juli 1743 – Bishopwearmouth, 25 mei 1805) was een Brits christelijke apologeet, filosoof en utilitarist. Hij is het bekendst door zijn uiteenzetting van het teleologische argument voor het bestaan van God in zijn werk Natural Theology. In dat natuurtheologische werk maakt hij gebruik van de horlogemakeranalogie. 
Paley werd geboren in Peterborough, Engeland, en zat op Giggleswick School, omdat zijn vader daar hoofdonderwijzer was. Ook op het Christ's College, Cambridge heeft hij les gehad. Hij studeerde af in 1763, werd fellow in 1766 en werd in 1768 docent op zijn college. Hij doceerde over Samuel Clarke, Joseph Butler en John Locke in zijn systematische lesprogramma over moraalfilosofie, dat de basis vormde van zijn Principles of Moral and Political Philosophy, en over het Nieuwe Testament, waarvan zijn kopie in de British Library wordt bewaard.
Zijn "horlogeargument" vergelijkt de wereld met een horloge. Een horloge kan niet uit toeval ontstaan, daar is het veel te ingewikkeld voor. Er moet dus wel een horlogemaker zijn (een bewuste persoonlijkheid). Dit geldt ook voor de wereld. Er moet dus een "wereldmaker" zijn. In de meeste gevallen noemen we deze wereldmaker God.
- Bibsys: 90393405
- Biblioteca Nacional de España: XX1082715
- Bibliothèque nationale de France: cb15099822d (data)
- CiNii: DA05540548
- Gemeinsame Normdatei: 118789317
- International Standard Name Identifier: 0000 0001 1604 5615
- Library of Congress Control Number: n50051780
- Nationale Bibliotheek van Letland: 000100749
- Bibliotheek van het Japanse parlement: 00621249
- Nationale Bibliotheek van Tsjechië: mzk2009511521
- Nationale bibliotheek van Australië: 35406618
- Nationale Bibliotheek van Israël: 987007277673905171
- Nederlandse Thesaurus van Auteursnamen: 070878277
- LIBRIS: 282577
- SNAC: w62v3d3h
- Système universitaire de documentation: 059177470
- Trove: 941571
- Virtual International Authority File: 19975235
- WorldCat: E39PBJg8yJ3K487YDYRmVByPQq